# 中国人民革命军事博物馆
中国人民革命军事博物馆，又称中央军委政治工作部军事博物馆，简称军事博物馆、军博，位于中國北京市海淀区复兴路9号，地处长安街西延长线上，隶属中央军委政治工作部，为副军级单位。

## 历史

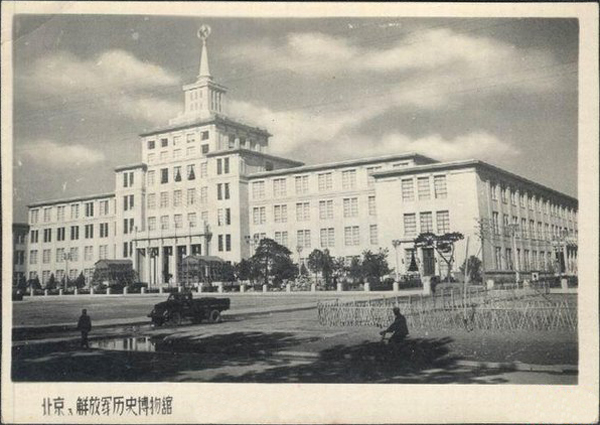
1959年时的中国人民革命军事博物馆

1958年9月21日，中国人民革命军事博物馆正式组建。该馆的展览大楼是北京迎接中华人民共和国建国十周年所建造的十大建筑物之一，于1958年10月动工兴建，1959年7月完工。1959年10月内部预展，1960年8月正式对外开放。
军事博物馆展览大楼与北京电报大楼和长话大楼一样，设计上遵循了当时苏式建筑的风格。与电报大楼和长话大楼不同的是，军事博物馆展览大楼主楼塔尖上托着的是中国人民解放军军徽，而前两者的塔尖上托着的则是五角星。
2008年3月1日起，军事博物馆对外免费开放，成为北京市第一个免费开放的国家级博物馆。2008年5月，获国家文物局评定为“国家一级博物馆”。2010年7月，经中共中央、中央军委批准，军事博物馆展览大楼加固改造工程正式立项，建筑面积将从6万平方米扩大到15万平方米，陈列展览面积将从3万多平方米扩大到将近7万平方米。2012年5月起，为配合该工程，展览大楼内的基本陈列全部拆除并关闭，250多件大型武器装备转移至展览大楼南广场，继续接待观众参观，博兴大厦的临时展览继续开放。2012年8月，中国人民解放军总政治部和中央军委领导批准了军事博物馆新的陈列体系建设方案。2012年9月21日，加固改造工程开工。2017年7月21日至10月31日，军事博物馆大楼实施改扩建以来第一次重大主题展览“铭记光辉历史开创强军伟业——庆祝中国人民解放军建军90周年主题展览”举行。
军事博物馆与北京市合作，以北京市为主导，共同在北京市丰台区创办首都军事文化创意产业示范园，规划用地3000亩，拟设立兵器展示区、体验娱乐区、军事文化创意制作和文物修复区、军训夏令营区、纪念瞻仰区。2012年5月8日，该项目正式签约。
2016年改革前，军事博物馆为副军级单位，隶属中国人民解放军总政治部，行政主管部门为中国人民解放军总政治部直属工作部，业务主管部门为中国人民解放军总政治部宣传部。军事博物馆下设有政治部、办公室、管理处、展陈管理教育部、文物征管部、展陈设计部、展陈研究部、安全保卫部共8个中层单位以及干休所。军事博物馆还设有学术委员会、艺术委员会、文物鉴定委员会、军博书画院。
在深化国防和军队改革中，2016年1月中国人民解放军总政治部撤销，改设中央军委政治工作部。军事博物馆转隶中央军委政治工作部。

## 展览
军博展览大楼南广场东西两侧分别陈列有海军的导弹快艇、东风-2型导弹、曾参加2009年国庆阅兵的后勤保障车以及10门清代铁炮（东西各五门）。
军博的陈列体系主要为中国军事史。2012年陈列拆除关闭前，基本陈列共有10个：古代战争馆（西三楼）、近代战争馆（西四楼）、土地革命战争馆（东一楼）、抗日战争馆（东二楼）、全国解放战争馆（东二楼）、新中国国防和军队建设成就馆（东三楼）、抗美援朝战争馆（东三楼一厅）、兵器馆（中央北大厅）、中国人民解放军对外军事交往友谊馆（四楼中厅）、军事艺术馆（东配楼一至三层）。此外，展览大楼内还设有服务设施：服务部（三楼中厅）、礼品馆。展览大楼的西一楼、西二楼、东四楼为临时展厅，用于临时展览。
古代战争馆和近代战争馆主要陈列由春秋战国到辛亥革命前这一段历史中的战争资料，其中展出的展品大多为仿制品。在近代战争馆，陈列有少数辛亥革命之中使用的枪支。土地革命战争馆、抗日战争馆和全国解放战争馆陈列中国共产党成立之后发起的土地革命战争、长征以及后来抗日战争和第二次国共内战时期的资料和文物。陈列的文物有南昌起义时起义军使用的旗帜、当时的军装、番号布、缴获国民革命军枪支武器以及当时根据地制造的枪支。抗日战争和解放战争馆中除照片文字等展板资料以外，陈列有缴获日军枪支、军刀以及很多其他缴获品。

兵器馆为军博之中最大的展馆，共占用两层的中厅以及东西两个室外展棚。其中一层以及室外展棚主要用于大型武器展示，二层则为枪炮弹药展示。一层入门后展示了两辆汽车，分别为朱德和毛泽东曾经的座车，两车均参加了1949年中华人民共和国开国大典。而在两边陈列的则为八路军和解放军从日本占领军和国民革命军缴获的重武器，有日本九二式步兵炮、美制M116榴彈炮、一辆日本九五式輕型坦克等。一层主厅内中部陈列有中国海军舰艇的模型、火箭和弹道导弹模型，还有一枚东风-1短程弹道导弹实物的壳体。中间展区部左边陈列着歼-5、歼-8等4架飞机以及空舰导弹壳体；右边则展出有中型坦克和“猛士”越野车等实物展品。最两边的两个展区则展出迫击炮，榴弹发射器等步兵用重型装备。西侧室外展棚内陈设有参与击沉太平号的鱼雷快艇以及北洋水师镇远舰的铁锚，东侧室外展棚主要为第二次国共内战时期解放军缴获的国军重型武器如坦克、飞机，还有苏联援助的坦克以及珍宝岛事件中缴获的苏联T-62坦克，建国后击落的美军侦察机残片等。二层则主要展示各种枪支弹药的实物，诸如AK-47，喀秋莎火箭弹（壳体），水雷（已去消战斗部）等。
2012年8月，中国人民解放军总政治部和中央军委领导批准的军事博物馆新的陈列体系建设方案，以军事历史为主，辅以军事科技、军事艺术陈列。陈列重点是中国共产党领导的革命战争陈列、新中国国防和军队建设陈列、人民军队专题陈列、兵器陈列。此外设有中国历代军事陈列、军事科技陈列、军事艺术陈列、临时展览。
截至2017年，军事博物馆收藏34万多件文物及藏品。其中国家一级文物1,793件，大型武器装备290多件，艺术品1,600多件，对外军事交往中受赠礼品2,754件。

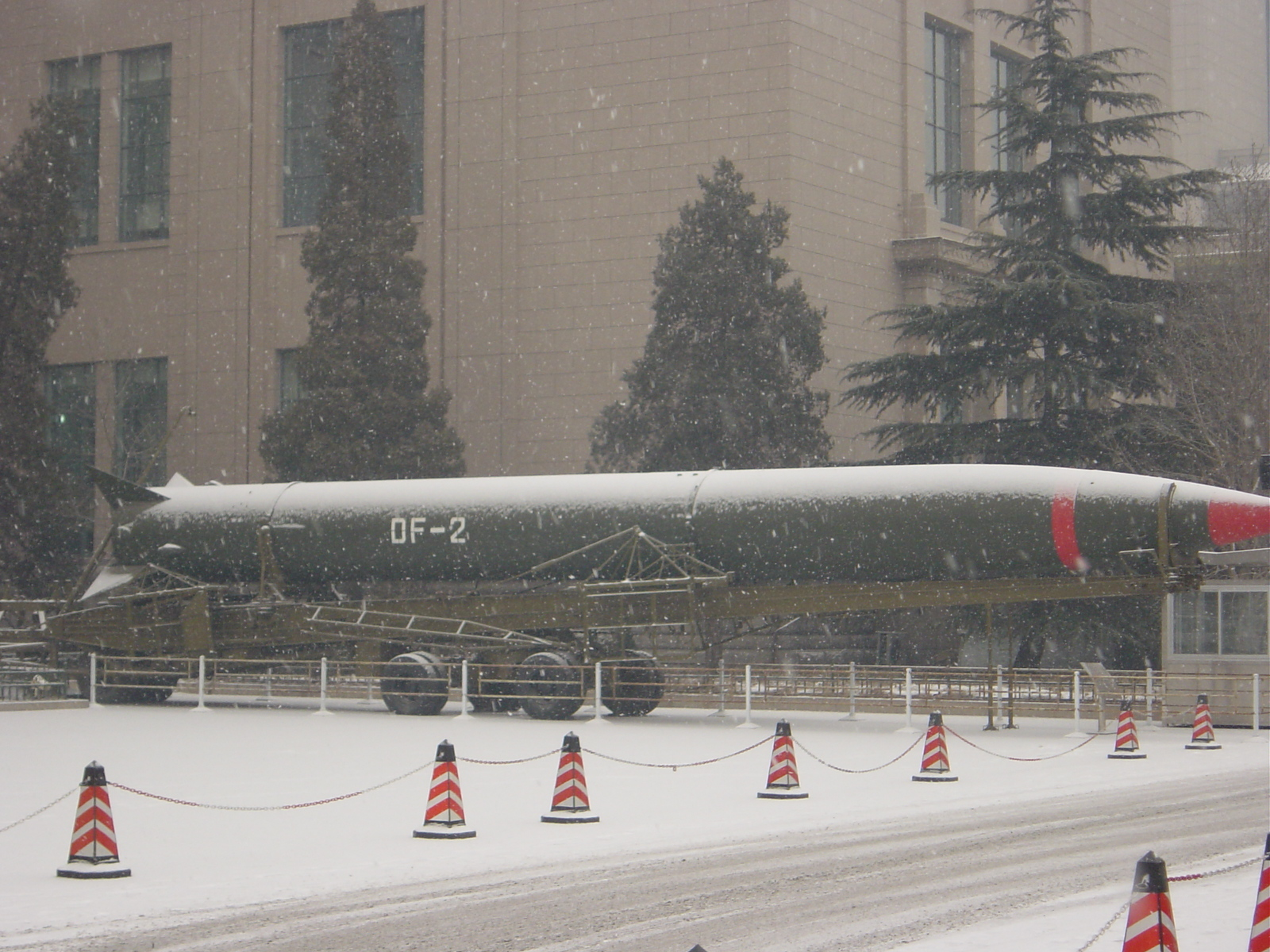
东风-2中程弹道导弹
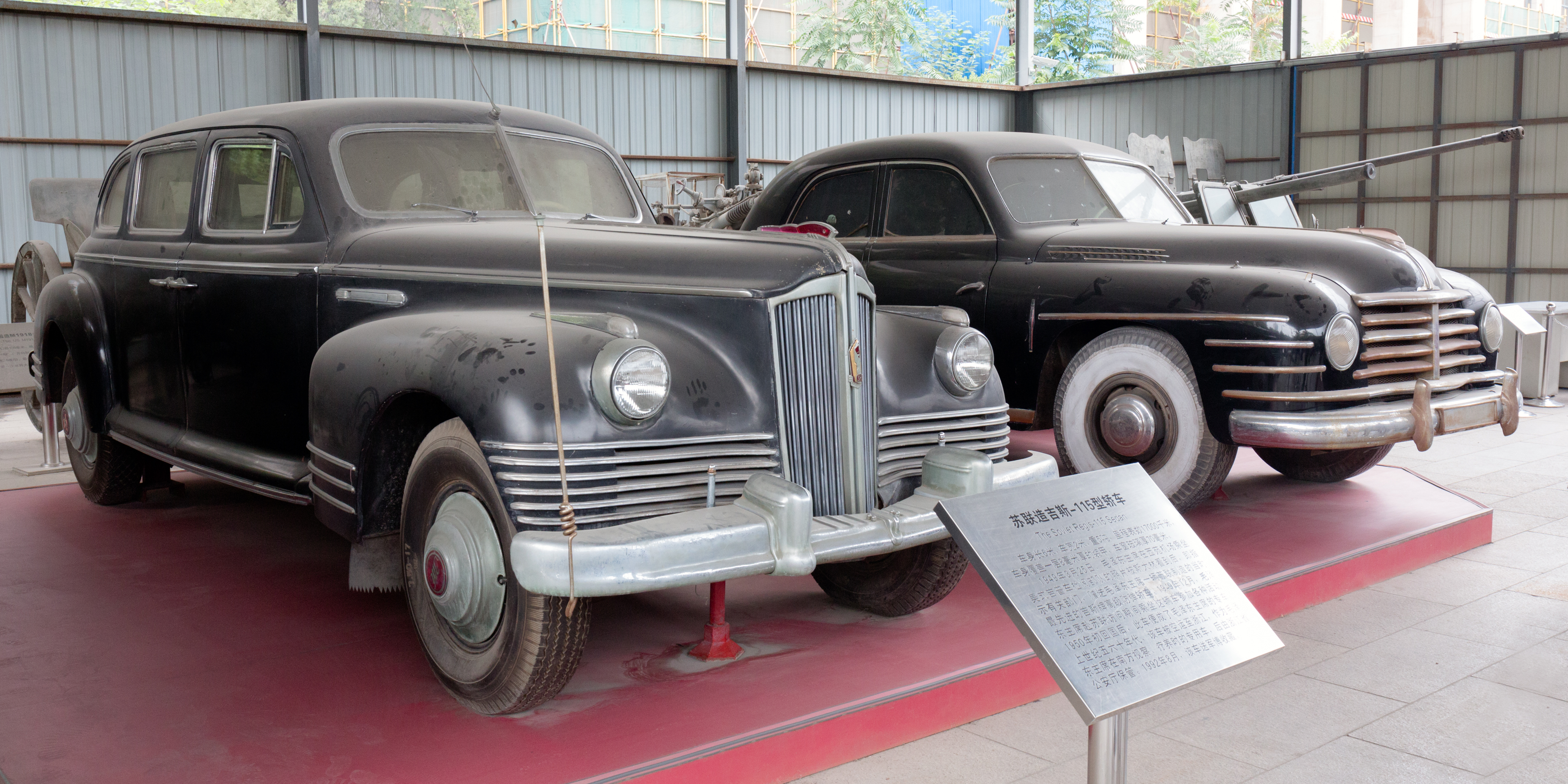
陈列在兵器馆的毛泽东和朱德的座车
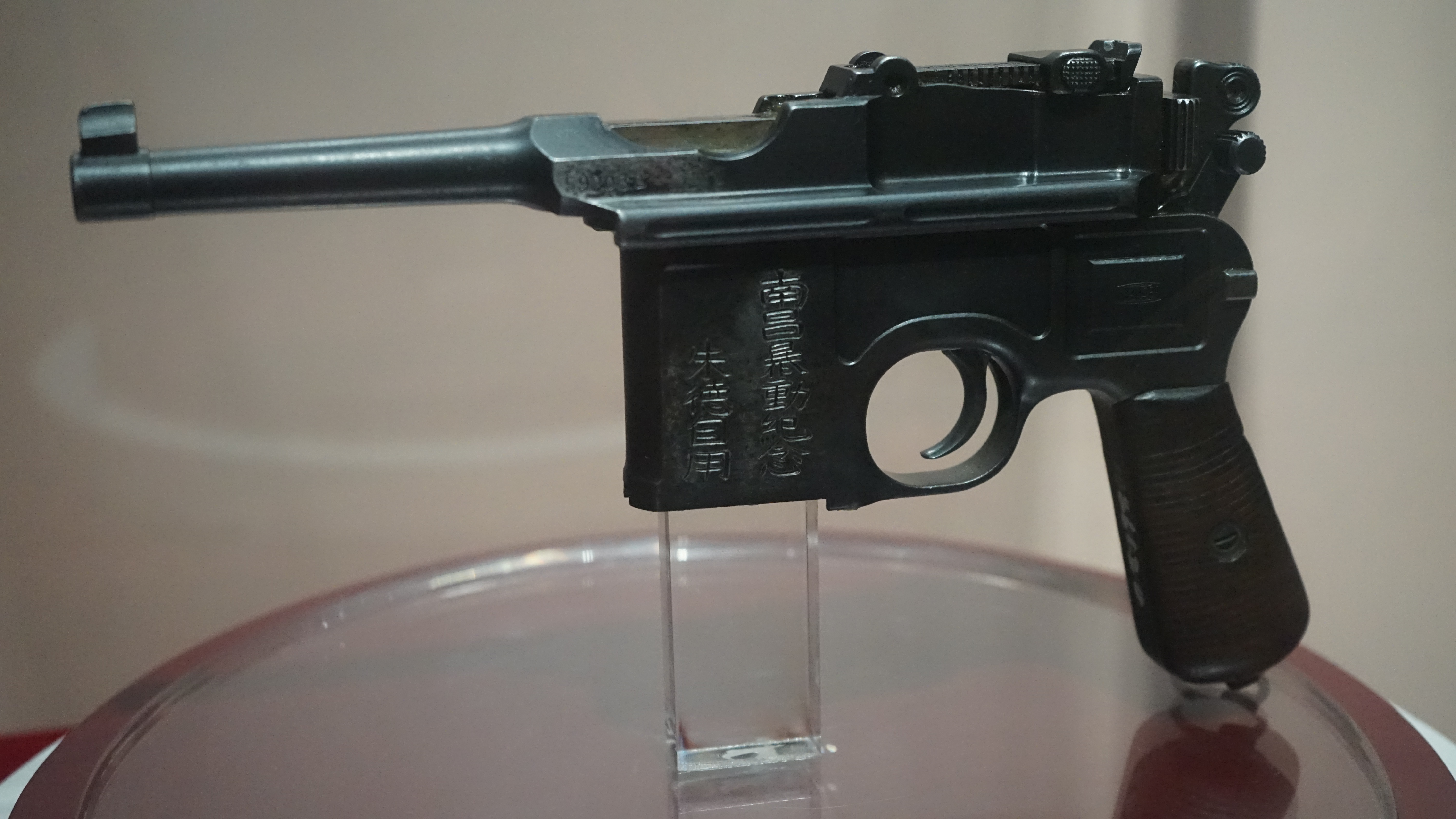
朱德在南昌起义时用过的M1896手枪
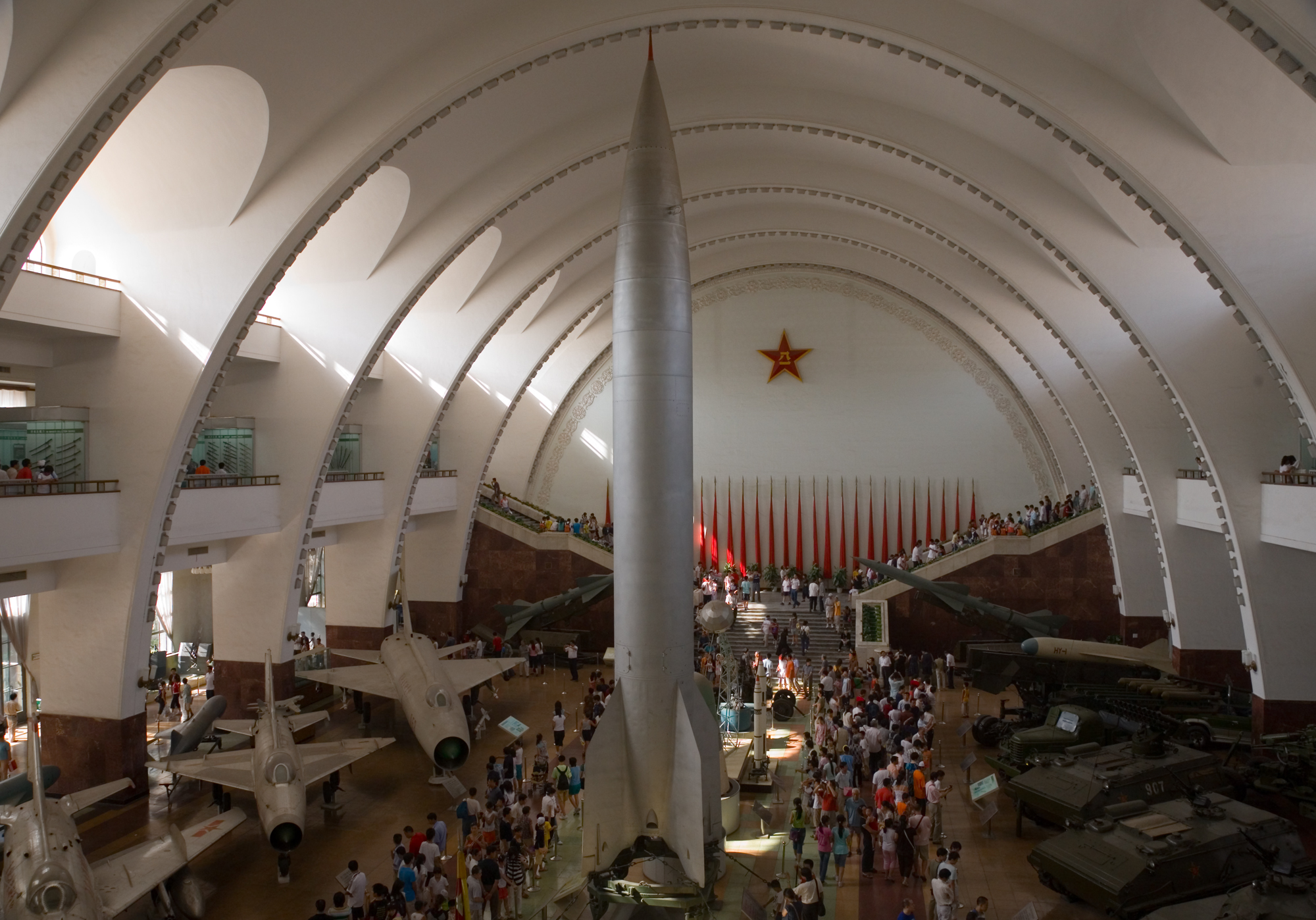
兵器馆，中间耸立的就是东风-1短程弹道导弹
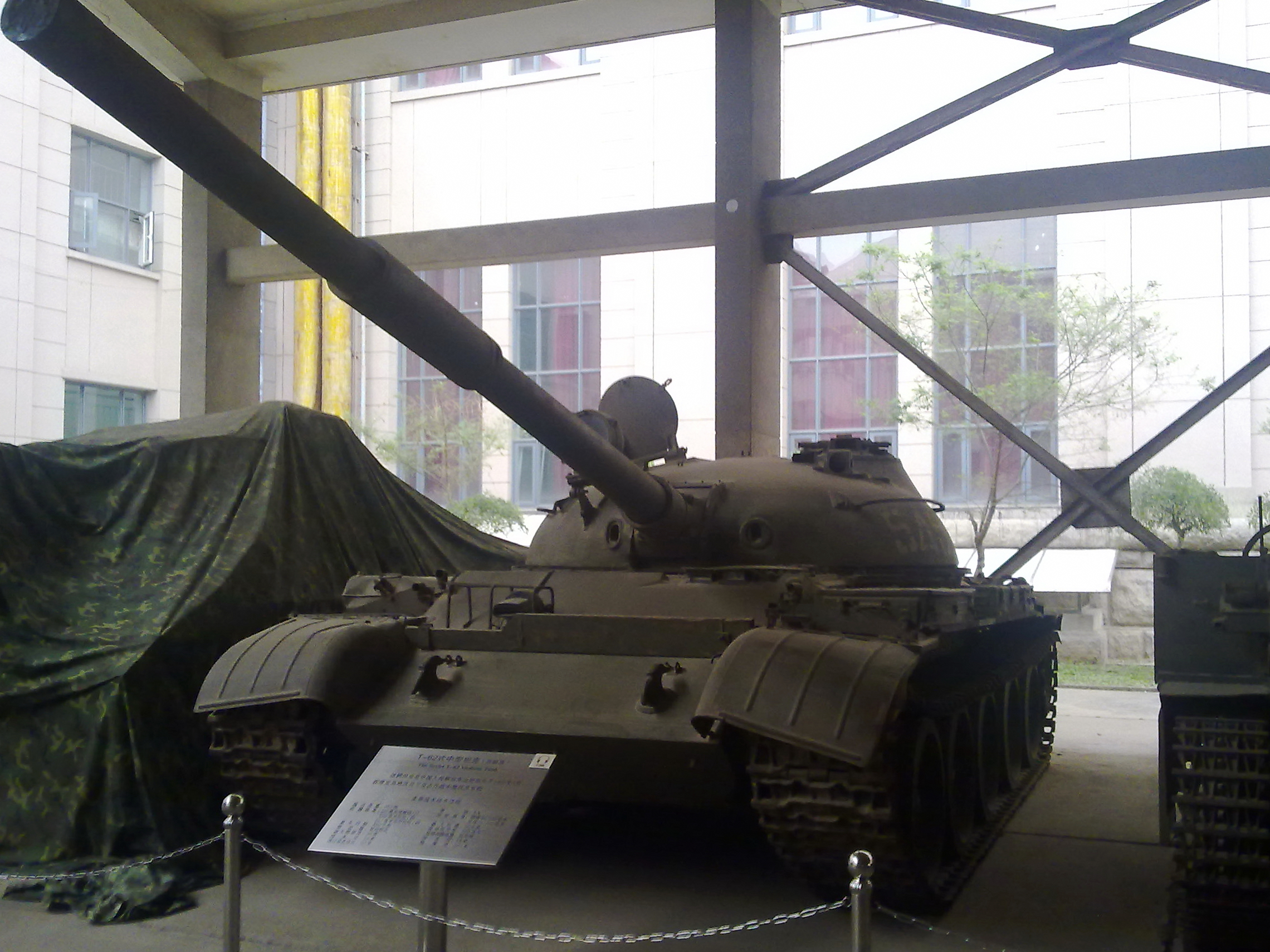
珍宝岛事件中缴获的苏军T-62主战坦克

## 历任领导
| 中国人民革命军事博物馆馆长 1. 贾若瑜 少将（1960年4月－1973年3月） 2. 张景华（1973年3月－1975年7月） 3. 刘 汉（1975年7月－1983年9月） 4. 赵 工（1983年9月－1985年10月） 5. 秦兴汉 少将（1985年10月－1992年2月） 6. 王怡汉 少将（1992年2月－1993年7月） 7. 袁 伟 少将（1993年7月－2002年7月） 8. 郭得河 少将（2002年7月－2009年5月） 9. 陈士富 少将（2009年5月－2013年5月） 10. 孔令义 少将（2013年5月－2014年6月） 11. 董长军 少将（2014年6月－） | 中国人民革命军事博物馆政治委员 1. 周 础（1970年3月－1975年7月） 2. 张景华（1975年7月－1978年夏） 3. 张金辉（1975年7月－1978年5月） 4. 赵 工（1979年9月－1983年9月） 5. 凌 云（1983年9月－1985年10月） 6. 张仲彬 少将（1985年10月－1990年8月） 7. 张和辉 少将（1990年8月－1992年2月） 8. 赵仲起 少将（1992年2月－1994年7月） 9. 马树学 少将（1994年7月－1999年10月） 10. 彭泉生 少将（1999年10月－2007年7月） 11. 程建国 少将（2007年7月－2010年7月） 12. 孔令义 少将（2010年7月－2013年5月） 13. 孟世强 少将（2013年5月－2016年5月） |